# MG4
Pour les articles homonymes, voir MG4 (homonymie).
La MG4 est une compacte 100 % électrique produite depuis 2022 par le constructeur automobile chinois SAIC Motor sous la marque britannique MG Motor (anciennement Morris Garages).

## Présentation

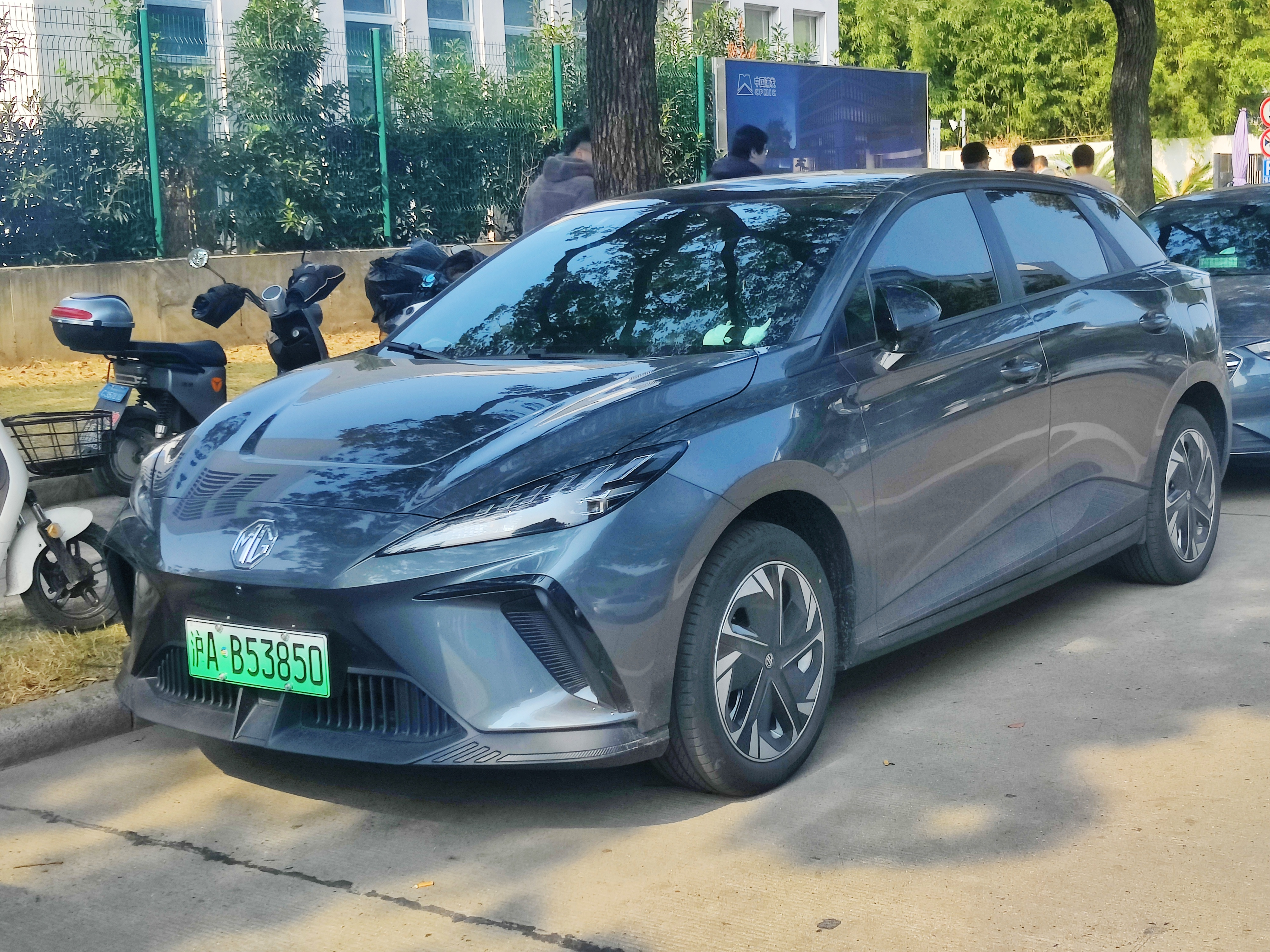
MG Mulan

Lancé pour la première fois en juin 2022 sous le nom de MG Mulan en Chine, il s'agit du premier véhicule basé sur la plateforme technique évolutive modulaire électrique à batterie de SAIC (commercialisée sous le nom de plateforme Nebula en Chine). Il a été introduit en Europe sous le nom de MG4 EV en juillet 2022.
Développée sous le nom de code EH32, la voiture a été conçue comme un modèle mondial avec le marché européen défini comme cible principale.
Le MG4 EV est censé avoir une répartition du poids de 50:50 et un centre de gravité bas de 490 mm (19,3 po) pour une meilleure maniabilité. MG a également conçu une batterie plus fine et plus plate par rapport aux véhicules électriques à batterie typiques avec son système de batterie "One Pack" (appelé système de batterie Rubik's Cube en Chine). La batterie n'est que de 110 mm (4,3 po) d'épaisseur pour la plus petite capacité, ce qui réduit la hauteur de la voiture. La batterie One Pack est également conçue pour être interchangeable.
La MG4 EV est également commercialisée en Thaïlande sous le nom de MG4 Electric depuis novembre 2022. La MG4 EV a été dévoilée en Indonésie en février 2023 lors du 30e Salon international de l'automobile d'Indonésie, et lancée le 14 juin 2023.

## Caractéristiques techniques
La plateforme Modular Scalable Platform (MSP) évolutive modulaire permet également la technologie de charge de 800 volts, ce qui permet à la voiture d'atteindre une autonomie de 200 km (124 mi) après cinq minutes de charge et atteindre un niveau de 80 % en 15 minutes. Pour les modèles équipés de la technologie de charge régulière de 400 volts, cinq minutes de charge suffiront pour atteindre 100 km (62 mi) de portée et prenez 30 minutes pour charger à 80 %.
La MG 4 est une berline 5 portes et 4 places, avec deux combinaisons de batterie (Standard Range, Maximum Range). Une version performante à double moteur et à traction intégrale appelée « Xpower » est disponible à partir de la fin 2023 avec 435 ch et ses 600 N m de couple. Elle est également dotées de la fonctionnalité de charge bidirectionnelle dite V2L Vehicle-to-Load permettant de brancher des appareils électriques extérieurs.
| Logo de MG                                     | MG4            | MG4           | MG4            | MG4                       |
| Logo de MG                                     | Standard Range | Maximum Range | Extended Range | XPower                    |
| ---------------------------------------------- | -------------- | ------------- | -------------- | ------------------------- |
| Disponiblité                                   | 09/2022 -      | 09/2022 -     | 09/2022 -      | 11/2023 -                 |
| Puissance moteur (kW)                          | 125            | 150           | 180            | avant : 150 arrière : 180 |
| Puissance maximale cumulée (ch)                | 168            | 204           | 245            | 429                       |
| Couple maximal (N m)                           | 250            | 250           | 350            | 600                       |
| Vitesse maximale (km/h)                        | 160            | 160           | 180            | 200                       |
| 0-100 km/h (s)                                 | 7,7            | 7,9           | 6,5            | 3,8                       |
| Transmission                                   | Propulsion     | Propulsion    | Propulsion     | Intégrale                 |
| Masse à vide (kg)                              | 1635           | 1648 - 1672   | 1748           | 1800                      |
| Batterie                                       |                |               |                |                           |
| Type                                           | LFP            | Lithium-ion   | Lithium-ion    | Lithium-ion               |
| Capacité brute (kWh)                           | 51             | 64            | 77             | 64                        |
| Autonomie (WLTP) (km)                          | 350            | 435 - 450     | 520            | 385                       |
| Temps de recharge                              |                |               |                |                           |
| sur une prise domestique                       |                |               |                |                           |
| sur une Wallbox 3,7 kW                         |                |               |                | 19h46                     |
| sur une Wallbox 7 kW                           |                |               |                | 5h14                      |
| sur une Wallbox 11 kW                          |                |               |                | 3h31                      |
| sur une borne 22 kW                            |                |               |                |                           |
| sur une borne rapide 150 kW de 10 à 80 % (min) | 37             | 26            | 38             | 00h22                     |
| Charge bidirectionnelle                        |                |               |                |                           |
| V2L (kW)                                       | 2,2            | 2,2           | 2,2            | 2,2                       |

## Finitions

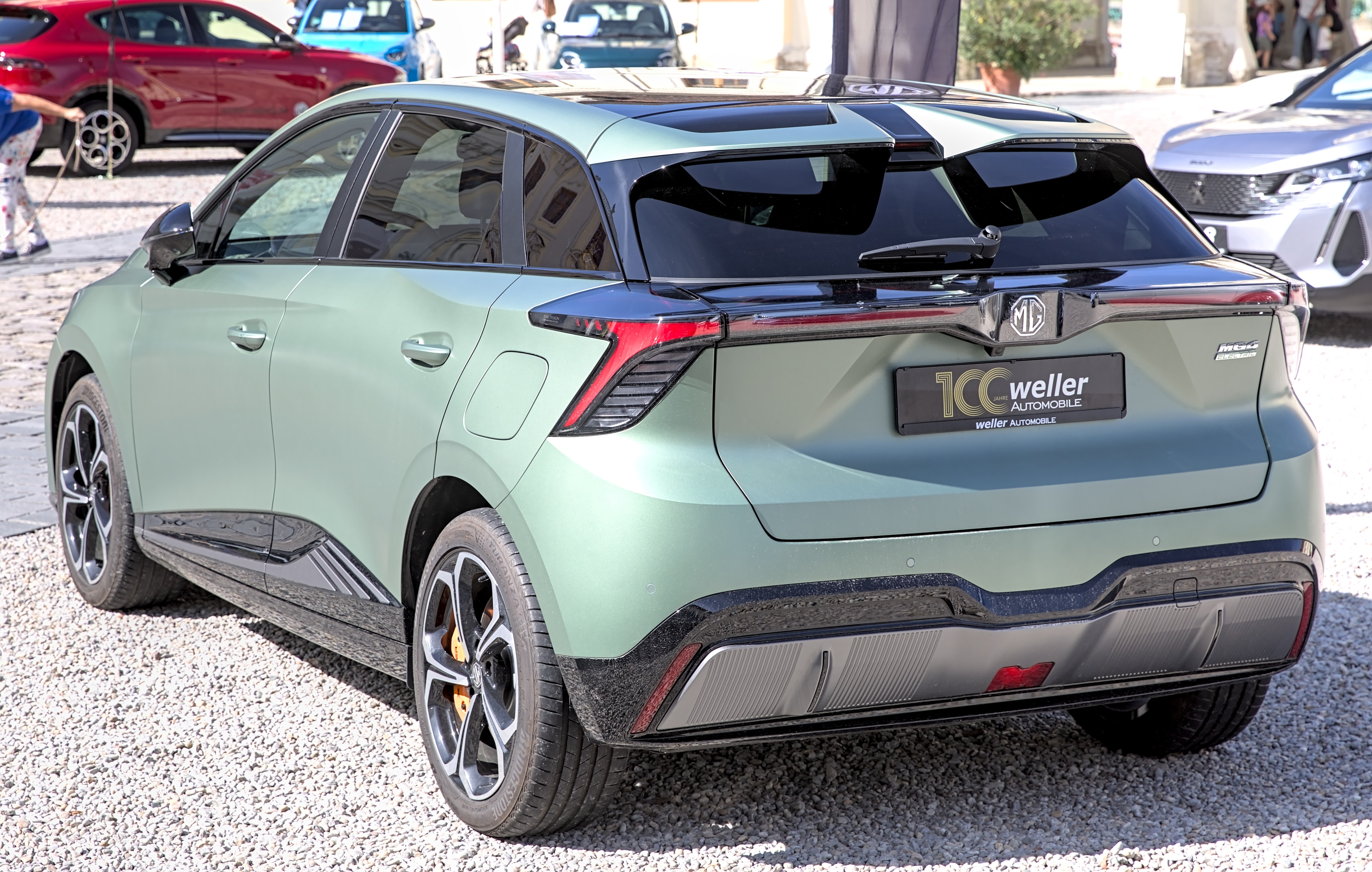
MG4 EV XPower

Dans l'Union européenne, les éditions disponibles sont nommées :
- Standard
- Confort
- Luxury
- Luxury Autonomie Étendue
- XPower

Les 4 versions principales ont des spécifications similaires dans chaque domaine, mais bien qu'il existe des différences mineures, les 4 variantes sont généralement un modèle de base de 51 kWh, un modèle longue portée de 77 kWh et une spécification supérieure de 64 kWh.
Les versions XPower et ont été annoncées au Goodwood Festival of Speed en 2023

### Série spéciale
La MG Mulan Triumph Edition est une version hautes performances de la MG4, jusqu'à présent uniquement confirmée pour le marché chinois.